# حور مستدير الأوراق
حور مستدير الأوراق (الاسم العلمي:Populus rotundifolia) هي نوع نباتي يتبع جنس الحور من الفصيلة الصفصافية.  